# Diego Lainez
Diego Lainez (castellà: Diego Laínez Leyva)  (Villahermosa, 9 de juny de 2000) és un futbolista mexicà. La seva posició en el terreny de joc es centrecampista ofensiu o extrem, actualment juga el Real Betis Balompié de la Primera Divisió de Espanyola.
A menys d'un mes del seu debut, el diari The Sun va publicar un llistat de l'empresa de consulta NxGn, on se l'incloïa dins de les 50 promeses més grans a nivell mundial juntament amb jugadors de la talla de Kylian Mbappé o Gianluigi Donnarumma. El 4 d'octubre de 2017, aquesta vegada el també diari britànic The Guardian, el va incloure a la seva llista dels 60 prospectes més grans del futbol nascuts l'any 2000.